# Daisy Hontiveros-Avellana

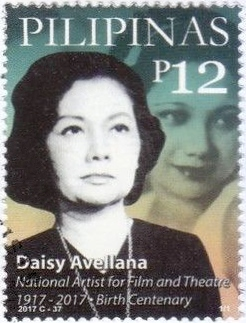
Daisy Hontiveros-Avellana

Lourdes Genoveva Dolores "Daisy" Hontiveros-Avellana (Capiz, 26 januari 1917 – 12 mei 2013) was een Filipijns toneelactrice, -schrijver en -regisseur. Ze wordt wel de "first lady van het Filipijns toneel" genoemd en werd in 1999 benoemd tot nationaal kunstenaar van de Filipijnen.

## Biografie
Daisy Hontiveros-Avellana werd geboren op 26 januari 1917 in Capiz, het tegenwoordige Roxas. Ze is de oudste dochter uit een gezin van tien kinderen van Vicenta Pardo en voormalig rechter van het Filipijns hooggerechtshof Jose Hontiveros. Hontiveros-Avellana behaalde in 1937 een Bachelor-diploma aan de University of the Philippines en in 1938 een Master-diploma aan de University of Santo Tomas (UST). In datzelfde jaar trouwde ze ook met jeugdliefde Lamberto Avellana. Later promoveerde Hontiveros-Avellana nog aan de UST
In 1939 richtte Hontiveros-Avellana samen met haar man de Barangay Theatre Guild op. Deze organisatie speelde in de loop der jaren een belangrijke rol bij de promotie van toneel en drama in de Filipijnen.
Hontiveros-Avellana speelde rollen in toneelstukken als Othello (1953), Macbeth in Black (1959), Casa de Bernarda Alba (1967) en Tatarin. Ze werd echter het meest bekend met haar rol van Candida Marasigan in het toneelstuk en de verfilming van Portrait of the Artist as Filipino van Nick Joaquin. Hontiveros-Avellana schreef ook toneelstukken. Haar eerste toneelscript was Sakay (1939). Het toneelstuk werd geregisseerd door echtgenoot Lamberto en won alle te winnen onderscheidingen in dat jaar. Een ander succesvol toneelstuk was Portrait of the Artist as Filipino (1955). Dit toneelstuk, gebaseerd op het boek van Nick Joaquin werd twee jaar lang opgevoerd in een door de Barangay Theatre Guild gebouwd theater in Intramuros en wordt wel beschouwd als de beste toneelproductie uit de geschiedenis van de Filipijnen. Hontiveros speelde zelf de ongetrouwde dochter Candida. In 1965 werd met vrijwel dezelfde cast een film versie gemaakt, met Hontiveros-Avellana als regisseur. Ze regisseerde ook toneelstukken als Diego Silang (1968) en Walang Sugat (1971).
Daisay Hontiveros-Avellana ontving diverse onderscheidingen voor haar werk. In In 1999 werd ze door president Joseph Estrada benoemd tot nationaal kunstenaar van de Filipijnen.
Daisy Hontiveros overleed in mei 2013 op 96-jarige leeftijd. Ze was van 19 juni 1938 tot diens dood getrouwd met Lamberto Avellana en kregen vier kinderen: Marijo (overleed op jonge leeftijd), Mari Jose, Ivi en Bating. Hun zoon Jose Mari Avellana was net als zijn ouders actief als film- en toneelacteur en -regisseur. 